# Kuna rybożerna
Kuna rybożerna, kuna wodna (Pekania pennanti) – niewielki gatunek drapieżnego ssaka z rodziny łasicowatych, występujący wyłącznie w Ameryce Północnej. 

## Wymiary

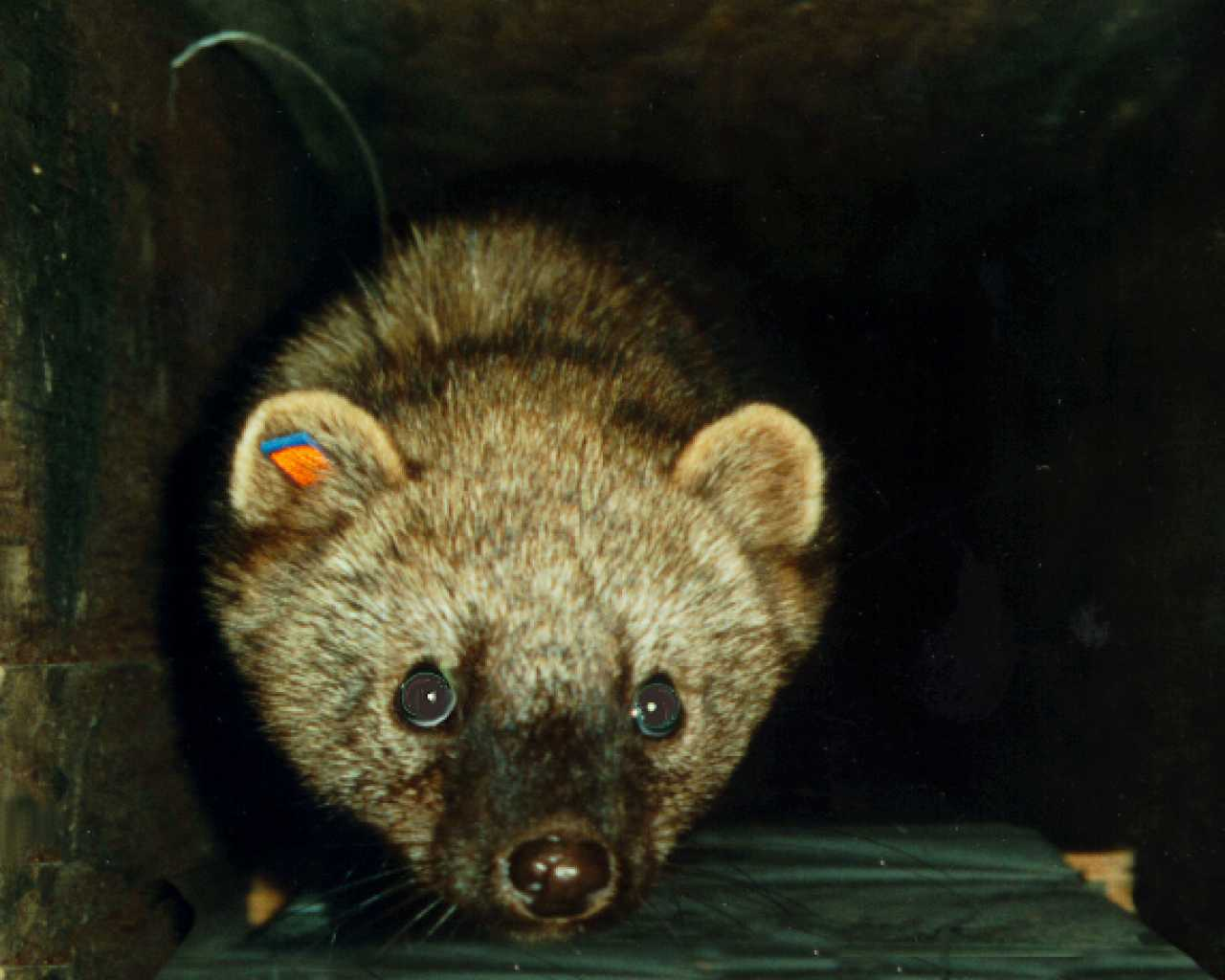
Głowa kuny wodnej

Ma ok. 50 cm długości (rekordowa długość to 63 cm), ogon ok. 30 cm (rekordowa długość 43 cm).
Ciężar ciała w przypadku samców waha się od 2,6 do 5,5 kilograma, a samic od 1,3 do 3,2 kilograma. Kuna rybożerna posiada ubarwienie brązowe. Na brzuchu i piersi mogą występować białe plamy.

## Występowanie
Wspomniany gatunek kuny zamieszkuje wyłącznie Amerykę Północną. Największe skupiska stanowisk kuny rybarki są w południowej części Kanady, oraz na pograniczu USA na terenie Gór Skalistych, oraz w krainie Wielkich Jezior. Kuna rybarka zamieszkuje głównie na terenach lesistych i podmokłych, ale także pojawia się na terenach prerii.

## Tryb życia i pożywienie

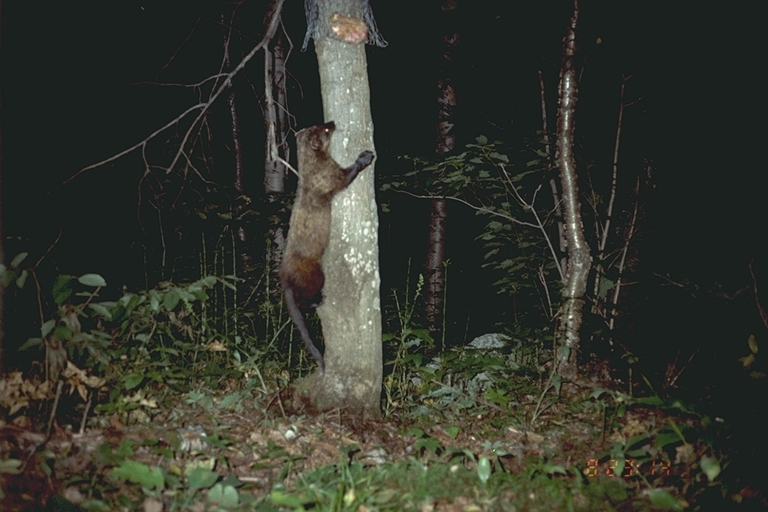
Kuna wodna wspinająca się na drzewo

Częściej aktywna w nocy niż w ciągu dnia. Poluje na małe kręgowce, głównie zające, ptaki oraz gryzonie, ale również płazy i gady. Potrafi polować na koty domowe, małe psy oraz drób. Kuna rybożerna jest jednym z nielicznych zwierząt wyspecjalizowanych w polowaniu na ursony ("jeżozwierze" północnoamerykańskie). Żywi się insektami i owocami, gdy inny rodzaj pożywienia nie jest dostępny. Nie zakłada nigdy gniazd co czynią inne rodzaje kuny. Kuny rybożerne potrafią doskonale wspinać się na drzewa.
Samce polują w rewirze o powierzchni 38 kilometrów kwadratowych, zaś samice 15.
Kuna rybożerna żyje do 10 lat, jest zwierzęciem niezagrożonym, ale mimo tego jej liczebność została znacznie obniżona przez polowania.

## Opieka nad młodymi
Okres "godowy" wśród kun jest od marca do maja. Ciąża trwa 10-12 miesięcy i najczęściej przychodzą na świat 3 młode kuny. Samice najczęściej przygotowują sobie w okresie przedporodowym posłanie w jamach drzewnych. Młode rodzą się ślepe i dopiero po siedmiu tygodniach otwierają oczy. Po pięciu miesiącach są samodzielne, zaś po upływie 2 lat angażują się w życie płciowe.

## Polowania na kuny
Przez wzgląd na piękne futerka kuny wodne są obiektem polowań. Na początku XX wieku chęć posiadania takiego futerka doprowadziła do ruiny środowiska w którym kuny przebywały. Efektem tego w latach dwudziestych na terenie Stanów Zjednoczonych i wschodniej Kanadzie prawie wszystkie osobniki zostały wytępione. W latach trzydziestych na tychże terenach kuna była objęta całkowitą ochroną. Dzięki temu na terenie Kanady i Stanów Zjednoczonych kuna rybarka występuje często.